# 梁夫人
梁夫人（1102年—1135年），本名无记载，讹称梁红玉:22，是中國宋朝抗金人物，韩世忠之繼室。
宋朝文献没有记载梁夫人的名字和出身:22。主要事蹟記載於《建炎以來繫年要錄》、《宋史·韓世忠列傳》、《續資治通鑑》等史書，以及韓世忠墓誌、神道碑《中興佐命定國元勳之碑》等文獻。而源頭可能是成書最早的《要錄》，《要錄》共有6處提到梁氏，主要涉及四件事。
宋朝文献中，与她有关联的都是系国安危的大事。与她个人相关的事迹多来自民间传说和在此基础上创作的各类文学作品:22。在传说的出生之地江苏省淮安市，人民建了祠堂，俗稱「七奶奶廟」，1982年，淮安县政府在七奶奶廟原址重建「梁红玉祠」，紀念這位中國古代傑出的巾幗英雄:19—20。

## 名字、出身
宋朝文献中，称她为梁夫人或杨国夫人。梁红玉一名首见于明代張四維的《双烈记》:22，“奴家梁氏，小字红玉”。陳與郊《麒麟罽》中，称“扈红玉”。明末清初，丁耀亢《续金瓶梅》称“姓梁名玉”，是遗漏还是单字“玉”。当代研究者已无从查证。清代小说《说岳全传》“我官拜五军都督府梁红玉是也”，沿用梁红玉。其后戏剧作品以“梁红玉”命名。除文学作品普遍使用“梁红玉”一名，很多史书也称“梁红玉”:22。视她为本地英杰的山阳县民众称她为“巾帼英雄梁氏都督红玉”:19—20。
南宋羅大經《鶴林玉露》称，“京口娼”出身的梁夫人，与妖化为虎的“小卒”韩世忠相识，“资以金帛成为夫妇”。因《鶴林玉露》“京口娼”一说的影响，后世文献及文学作品多称梁夫人为娼妓出身。明代文学作品描述为“独具慧眼的侠妓”形象。具体经历则有多种说法:22—23。
与其他名人类似，关于她的籍贯（出生地）亦有多种说法。《双烈记》称东京籍的京口娼。该说法与《鶴林玉露》“京口娼”类似。或将“京口娼”的说法直接解释为梁夫人的籍贯，如《镇江府志》收录梁夫人为镇江府名人:538。
除镇江籍的说法外，当代关于梁夫人籍贯（出生地）的两种说法：一是，出生于池州贵池县（今安徽省池州市境内）的武将之家，流落至京口:538；二是，出生于楚州山阳县北辰坊（今江苏省淮安市境内）:539。文学作品及受其影响的地方史料中，更为主流的说法，是将两种说法揉合在一起，即梁夫人籍贯属安徽省池州市，出生地在江苏省淮安市。
最早考证梁夫人籍贯的是明末清初学者钱谦益。他依据韩世忠墓碑撰《韓蘄王墓碑記》，曰：“碑云：杨国家楚州，织簿为屋。盖杨国家本楚州，寓京口也。”康熙年间，淮安府山阳县纂修《山阳县志》时，根据閻若璩的提议，依据韩世忠墓碑记载，收录梁夫人。明朝天启年间纂修的《淮安府志》并未收录梁夫人。《山阳县志》主修人张鸿烈经过考查，确定梁夫人是楚州山阳县北辰坊（或称北神堰、北辰堰）人:538—539。山阳县北辰坊在今淮安市淮安区淮城镇新城村:19。其后，乾隆年间《淮安府志》等地方志都沿用这一说法。《同治重修山阳县志》记：“宋，梁夫人，蓟王韩世忠妻，楚州北辰坊人。初，江淮兵乱，梁流落为京口娼家女:539”。光绪年间《淮安府志》山阳县烈女记“宋，北辰坊烈妇、义妇李氏、蕲王韩世忠妻梁氏:19”。
兩人育有一子保義郎韩亮。

## 主要事跡
- 傳詔平叛：

南宋建炎三年（1129年）三月，金兵相繼攻下楚州、颺州，朝廷一片驚慌，在杭州護衛高宗的統制官苗傅勾結劉正彥叛反，想廢高宗立太子爲帝，韓世忠由山東從海上南下秀州（州治在今浙江省嘉兴市）救駕。苗傅害怕握有重兵的韓世忠前來討伐，就將梁夫人及其子保義郎韩亮作爲人質扣押起來。
當時的宰相朱勝非深知梁夫人的爲人，就假意勸說苗傅，說韓世忠擁有重兵，不能與他爲敵，應當派梁夫人和韩亮去撫慰他，才是上策。苗傅認爲有道理，就奏明被挾制的皇太后。皇太后召梁夫人入宫觐见，封她爲“安國夫人”，錫予甚渥，後執其手曰：「國家艱難至此，太尉首來救駕，可令速清巖陛。」梁夫人急馳出都城，遇苗翊於塗，告之故，苗翊色動，手自捽其耳。梁夫人覺得苗翊意非善，愈疾驅一日夜就到了秀州，與韓世忠商討對策。
不久，韓、梁約集了四方兵馬，里應外合，一擧平定了苗、劉之亂，維護了南宋的政權，歷史上稱之爲「餘杭之難。」建炎三年（1129年）秋七月，韓世忠因救駕有功，高宗親賜「忠勇」二字予韓並擢升爲檢校少保、武勝昭慶軍節度使；封梁夫人爲護國夫人，稱梁夫人「智略之優無愧前史，給内中俸以示報正」，給予功臣之妻俸祿，梁夫人爲第一人。
- 黄天盪之戰：

建炎四年（1130年）三月，韓世忠和梁夫人奉命鎮守京口，恰逢金兵來犯，在敵我力量懸殊的情況下，夫婦倆經過周密部署，與金兵在鎮江金山下會戰。梁夫人身先士卒，登上十幾丈高的樓櫓，冒着流矢，「親執桴鼓」指揮作戰，金兀朮被堵截在黄天盪裡48天，後來，金兀朮從江上逃跑。高宗為撫慰，褒獎甚寵，為韓世忠加官進爵，並封梁夫人爲「楊國夫人」。
梁夫人上表弹劾為羅大經《鶴林玉露》所记的情節：梁夫人戰後上書皇帝，奏「世忠失機縱敵，乞加罪責。」

## 随夫出镇楚州、逝世
紹興五年（1135年）三月，任淮東宣撫使的韓世忠移屯楚州山阳县。經過戰亂的浩劫，楚州已滿目瘡痍，軍民糧食匱乏，居無屋。「世忠披荆棘，立軍府，與士同力役，其夫人梁氏親織薄爲屋」，現流傳之梁紅玉在挖蒲兒菜充饑應指此事。
梁夫人在和韓世忠移屯楚州後僅五個月就亡故了。時間在1135年10月6日（農曆八月二十六日）:22之前。她逝世后，宋高宗“詔賜銀帛五百疋兩」”。此外有一种说法，梁夫人随夫出镇楚州后，与金军、伪齐军队开展战斗。在当年与金军的战斗中，梁夫人腹部受重伤，力尽落马而死，首级被金军割去。金军感其忠勇，将其遗体示众后送还。南宋朝廷闻讯，对梁夫人大加吊唁:23。
最终，梁夫人與丈夫韓世忠合葬於苏州灵岩山下，在灵岩山的合葬墓裡還葬了韩世忠的其他三个妻子。她与其他韩世忠的家眷待遇相同，追贈邠國夫人。后世戏曲小说安排梁夫人的结局通常与《建炎以來繫年要錄》的记载冲突，称梁夫人与丈夫韩世忠归隐山林，白头偕老、富贵余生。她在韩世忠逝世两年方才病逝:23。《淮陰市志》及其他資料顯示：梁紅玉和韓世忠鎮守楚州十餘年，後來因岳飛蒙受莫須有之冤，遂辭去軍職歸隱蘇州。並且說梁紅玉卒於1153年，比韓世忠還晚兩年。此說法可能是源於《雙烈記》。

## 艺术作品

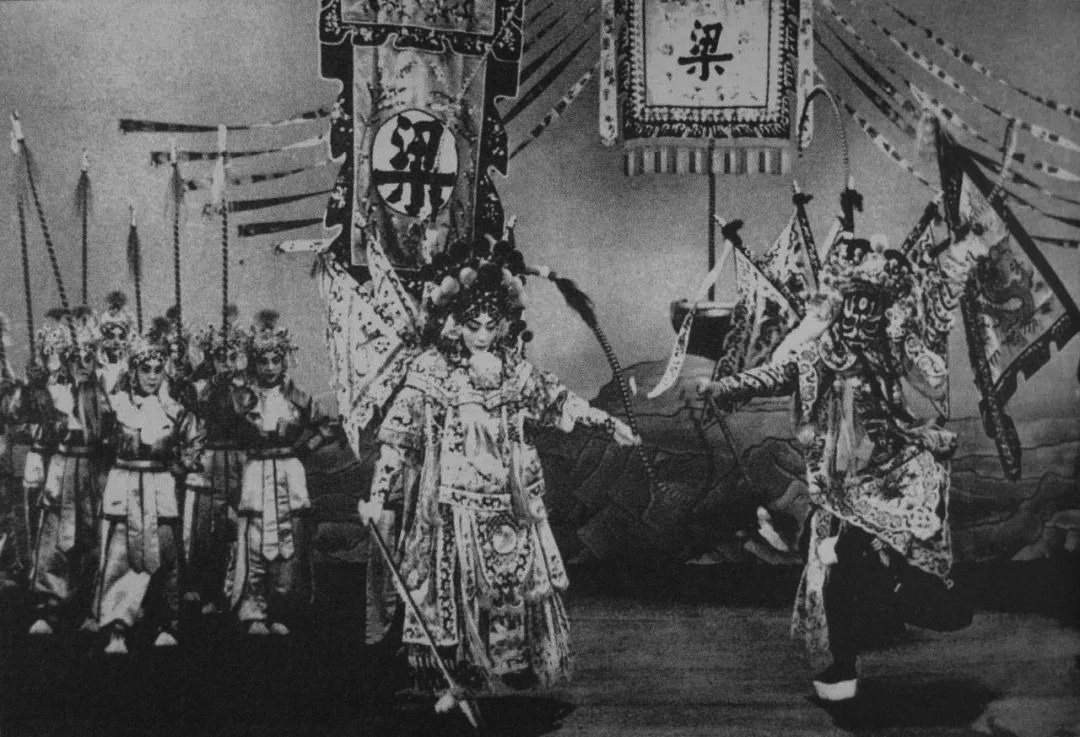
1930年代，梅兰芳在天蟾舞台演出《抗金兵》。

京剧传统剧目《抗金兵》是黄天荡之战为背景，讲述“梁红玉擂鼓战金山”一事。2014年，国家京剧院推出新编历史剧《安国夫人》。此剧改编自梅兰芳在1933年编演的《抗金兵》本子。

### 電影
| 电影名                                                       | 饰演演员 | 剧中名字 |
| 1940年，《梁红玉》，艺华影业公司                             | 李绮年   | 梁红玉   |
| 1956年，《梁红玉击鼓退金兵》，香港东方影片公司，粤剧电影     | 吴君丽   | 梁红玉   |
| 1961年，《梁红玉血战黄天荡》，香港权华影业公司，粤剧电影     | 于素秋   | 梁红玉   |
| 1963年，《梁红玉》，台湾中央电影事业股份有限公司，京剧电影   | 徐露     | 梁红玉   |
| 2023年，《安国夫人》，中国数字文化集团、国家京剧院，京剧电影 | 董圆圆   | 梁红玉   |

### 電視劇
| 电视剧名                                           | 饰演演员 | 剧中名字 |
| 1988年，《八千里路雲和月》，台灣中華電視公司，40集 | 周瑞舫   |          |
| 1994年，《岳飛傳》，香港亞洲電視，20集             | 魏秋樺   |          |
| 1996年，《梁红玉》，北京广行文化传播公司，19集     | 王璐瑶   | 梁红玉   |
| 2013年，《精忠岳飞》，中国电影集团公司，69集       | 张馨予   | 梁紅玉   |

## 外部連結
- 中文百科在線-梁紅玉